# L'isola del tesoro (miniserie televisiva 1959)
L'isola del tesoro è uno sceneggiato televisivo prodotto dalla Rai, andato in onda nel 1959, diretto da Anton Giulio Majano, basato sull'omonimo romanzo di Robert Louis Stevenson.
Sebbene lo sceneggiato sia stato realizzato quasi interamente in studio, il regista riuscì a rendere bene l'incanto e lo spirito di avventura proprio del romanzo originale.
È da ricordare anche la lugubre sigla Quindici uomini sulla cassa del morto.
Nel 1987 la Rai trasse un altro sceneggiato omonimo dal romanzo, stavolta di ambientazione fantascientifica, per la regia di Antonio Margheriti.

## Trama

### Prima puntata

Alvaro Piccardi interpreta Jim Hawkins

Inghilterra, 1767, nel villaggio di Black Hill Cove, il capitano Billy Bones, un vecchio marinaio perennemente ubriaco e di carattere litigioso, alloggia nella locanda Admiral Benbow, gestita da un giovane ragazzo, Jim Hawkins, e dalla madre; un giorno, a seguito di una rissa con un uomo chiamato Cane Nero, con il quale sembra condividere un segreto, subisce un infarto e, mentre si trova a letto, confida a Jim di essere stato il secondo del Capitano Flint e che questi, prima di morire, gli ha rivelato l'ubicazione di un "luogo" e questa è la ragione per la quale viene cercato da molti uomini, e tra questi il più temuto sembra essere l'uomo "con una gamba di legno", che potrebbero consegnargli la "macchia nera", una sorta di avvertimento.
In precedenza, dopo che Billy aveva avuto un alterco con il dottor David Livesey, medico e giudice della contea, Jim gli aveva riferito che questi teneva nella sua stanza una cassetta sempre chiusa a chiave e che gli aveva chiesto di avvertirlo ogni volta che un forestiero si fosse avvicinato alla locanda; la sera stessa tuttavia un mendicante cieco, minacciando Jim con un coltello, lo costringe a farsi portare da Billy e, dopo averlo sorpreso, gli consegna la macchia nera e lo sconcerto e la paura gli causano la morte.
Durante la notte la madre di Jim prende la chiave della cassetta di Billy, con l'intenzione di prelevare solo le 15 ghinee che questi doveva per l'affitto arretrato, ma al suo interno ve ne sono solo 6 e, nello stesso momento, il cieco e Cane Nero, in compagnia di altri uomini, tornano alla locanda e vi entrano dopo averne sfondato la porta; i due, dopo che Jim ha prelevato un plico chiuso con dello spago, si nascondono nella soffitta e, mentre gli uomini frugano la stanza di Billy, il cieco li esorta a trovare la mappa di Flint, dove è indicato il luogo dove sarebbe nascosto un tesoro ma, avvertiti da Cane Nero del pericolo di essere scoperti dalle guardie, gli uomini fuggono lasciando solo il cieco, il quale, spaventatosi pensando che Billy sia ancora vivo, esce velocemente dalla stanza cadendo al piano inferiore e perdendo la vita.
Le guardie, nel frattempo sopraggiunte, portano Jim dal dottor Livesey, in quel momento a cena a casa del cavaliere John Trelawney, e questi, dopo che il giovane ha consegnato il plico ai due ed ha constatato che effettivamente vi è contenuta la mappa di un tesoro nascosto che si troverebbe nell'isola dello Scheletro, decide di partire per Bristol, allo scopo di armare una goletta per partire alla ricerca, chiedendo a Livesey ed a Jim di partire insieme a lui, il primo come medico di bordo ed il secondo come mozzo, consci che il viaggio non sarà privo di pericoli, visto che Cane Nero ed i suoi amici sono a conoscenza del fatto che la mappa è in loro possesso.

### Seconda puntata
Passato circa un mese Jim e due dei servitori di Trelawney, Joyce e Redruth, ricevono un messaggio da parte del cavaliere, il quale li informa che la goletta è pronta a partire e che le è stato conferito il nome di Hispaniola ma anche che, a causa della sua indole ciarliera, la voce dell'esistenza di un tesoro si è sparsa e che ha ottenuto l'aiuto per l'approntamento della nave da un marinaio con una gamba di legno di nome John Silver, che ha navigato come cuoco di bordo con l'ammiraglio Hawk e che ora gestisce una locanda chiamata Il Cannocchiale, il quale ha scelto personalmente la ciurma, portando uomini di sua fiducia. La notizia insospettisce Jim, che ricorda la parole del capitano Bones, e, una volta giunto a Bristol, trova Cane Nero al Cannocchiale ma questi, vistosi riconosciuto fugge, inseguito dagli uomini di Silver, il quale racconta a Jim di averlo già visto in passato in compagnia di un mendicante cieco, ma poco dopo gli uomini fanno ritorno riferendo che Cane Nero durante la fuga è caduto in mare ed è morto.

Ivo Garrani (a sinistra), Guido Celano (al centro) e Arnoldo Foà (a destra) interpretano Long John Silver, Morgan ed il capitano Alexander Smollet

In una riunione prima della partenza il comandante della nave, il capitano Alexander Smollet, esprime a Livesey ed a Trelawney delle perplessità sulla natura del viaggio e sui suoi rischi, poiché tutto l'equipaggio è a conoscenza della ricerca di un tesoro, sottolineando che la scelta degli uomini avrebbe dovuto competere a lui e pretendendo di essere l'unico a disporre della chiave del ripostiglio dove saranno contenute le armi, ed una volta iniziato il viaggio, la fiducia in Silver, che sembra avere una forte ascendenza sull'equipaggio, viene sempre meno.
Il tenente Arrow, comandante in seconda e perennemente ubriaco, una notte viene gettato fuori bordo da tre uomini della ciurma scomparendo tra le onde, mentre Jim diventa sempre più amico di Silver ma una sera, mentre si trova all'interno di un barile dove sono contenute delle mele, lo ode parlare a Dick, uno dei marinai, dei suoi viaggi con il capitano Flint, rivelando il suo passato di pirata e che quasi tutti gli uomini dell'equipaggio facevano parte della sua vecchia ciurma, ma soprattutto della sua intenzione di impadronirsi del tesoro e di uccidere Trelawney, Livesey e Smollet.
Avvistata l'isola dello Scheletro Smollet nota che Silver la conosce bene ma questi sostiene di averne avuto notizia in passato da un marinaio che aveva navigato con lui e, mentre all'equipaggio viene servito il grog per festeggiare, Jim riferisce quanto ha ascoltato e Smollet, comprendendo che lui, Livesey, Trelawney, i suoi tre servitori e Jim saranno al sicuro finché il tesoro non sarà scoperto e la mappa è in loro possesso, suggerisce di ancorarsi, rimanendo vigili ed aspettando il momento opportuno per agire, dando incarico a Jim, che riscuote ancora la fiducia di Silver, di informarlo sulle sue intenzioni.

### Terza puntata
A bordo della Hispaniola fervono i preparativi per lo sbarco sull'isola ed i marinai mostrano insofferenza verso il comandante ma Silver li esorta a continuare a lavorare senza destare sospetti e Smollet, allo scopo di prendere tempo ed organizzare una difesa, da una giornata di libertà a tutto l'equipaggio, consentendogli di scendere a terra fino al tramonto e suggerendo di gettare in mare i sei marinai rimasti a bordo cercando di prendere il largo ma Trelawney si oppone, ricordandogli lo scopo del viaggio, mentre Livesey, osservando la terraferma con un cannocchiale, vede i resti di un vecchio fortino inglese, proponendo di utilizzarlo come base a terra in caso di ammutinamento dell'equipaggio.

Ubaldo Lay interpreta Ben Gunn

Silver cerca di convincere Tom, fedele al comandante, ad unirsi a lui ed ai suoi complici ma questi rifiuta e, dopo avere udito le grida di aiuto di Alan, anch'egli fedele e che per questo viene ucciso, rompe l'amicizia con Silver e, mentre si allontana, viene da questi ucciso dopo averlo tramortito con la sua stampella ma Jim, sceso a terra con la scialuppa e subito allontanatosi dagli uomini, assiste all'omicidio e cade svenuto. Nel frattempo a bordo della nave Smollet riesce a rinchiudere i sei marinai sottocoperta e, parlandogli attraverso un boccaporto, chiede loro di rinunciare all'idea di seguire il piano di Silver e di unirsi a lui, dandogli un termine di trenta secondi per decidere, ma solo due sembrano accettare e, dopo una zuffa, solo il timoniere Gray riesce ad uscire, unendosi al comandante e scendendo a terra con lui, Trelawney, Livesey ed i tre servitori.
Rimasto isolato Jim incontra Ben Gunn, un marinaio che è stato agli ordini del capitano Flint e che da tre anni sopravvive solo sull'isola dopo essere tornato con un'altra nave per recuperare il tesoro, ma, non avendolo trovato, era stato abbandonato dai suoi compagni, e confida a Jim di sapere dov'è nascosto il tesoro ma allo stesso tempo di temere Silver. Nello stesso momento la scialuppa con a bordo il comandante prende terra ma viene subito fatta bersaglio di colpi di arma da fuoco ed il gruppo si nasconde tra le piante dirigendosi verso il fortino ma, prima che possano barricarvisi, una pallottola colpisce mortalmente Redruth. Jim, dopo che Ben Gunn si è allontanato, suggerendogli, in caso avesse bisogno di lui, di cercarlo sventolando un fazzoletto bianco, raggiunge il gruppo nel fortino e li informa del suo incontro e, poco dopo, Silver, al riparo di una bandiera bianca chiede di parlamentare, suggerendo un accordo che tuttavia viene rifiutato ed allora decide di attaccare il fortino ma l'assalto, nonostante Joyce ed Hunter restino uccisi ed il capitano Smollet ferito, viene respinto.

### Quarta puntata

Roldano Lupi interpreta il dottor Livesey

Il mattino seguente Livesey si incammina da solo nella giungla e poco dopo anche Jim lascia furtivamente il fortino per cercare la piroga che Ben Gunn, nel loro breve incontro, gli aveva detto di possedere e, dopo averla trovata, torna a bordo della Hispaniola salendovi a bordo dopo avere tagliato la gomena e trovandovi Israel Hands ferito dopo avere ucciso O'Brien in un duello; la nave sta andando alla deriva ma Jim intuisce che la marea la sta portando verso una spiaggia dove la nave potrà arenarsi senza rimanere danneggiata e, mentre la Hispaniola si muove lentamente, ammaina la Jolly Roger di Silver ed issa la Union Jack all'albero di maestra ma, incapace di governare la nave, è costretto ad accettare l'aiuto di Hands.
Nello stesso momento nel fortino Trelawney e Smollet si interrogano sulla sortita di Jim e di Livesey ma, immediatamente dopo, quest'ultimo fa ritorno accompagnato da due uomini di Silver, al quale ha promesso la consegna della mappa in cambio della salvezza del gruppo. Contemporaneamente a bordo della Hispaniola Hands, seppure ferito, con uno stratagemma sorprende Jim ma questi, incapace di uccidere, lascia cadere la pistola e viene ferito a sua volta ma, mentre l'uomo sta per ucciderlo, la nave si infrange sulla spiaggia ed i due cadono, consentendo a Jim di arrampicarsi sull'albero, e quando l'uomo sta per raggiungerlo, lo colpisce con un mezzomarinaro facendolo cadere in mare.
Sceso a terra Jim fa ritorno al fortino ma viene catturato dagli uomini di Silver che lo hanno occupato e questi, dopo avergli detto che il comandante e gli altri lo considerano un disertore, gli propone di unirsi a loro, raccontandogli che Livesey era venuto da lui, informandolo che la goletta era sparita e proponendogli un patto, del quale egli ha tenuto all'oscuro anche i suoi compagni; Jim rifiuta la proposta, rivelando che è stato lui a fare fallire il piano di Silver, dopo averlo udito nascosto nel barile delle mele e che è stato lui a tagliare la gomena della nave, ma, conscio della possibilità di essere ucciso, garantisce che se gli verrà salvata la vita testimonierà a loro favore.
I superstiti della ciurma vorrebbero immediatamente uccidere il ragazzo ma Silver si oppone, ricordando che egli è ancora il loro capo, e gli uomini, pur accettando, fanno notare che le sue promesse sono state disattese e si riuniscono in consiglio e, mentre si trovano all'interno del fortino per prendere una decisione sul da farsi, Silver, rimasto solo con Jim, gli rivela di essere, all'insaputa dei compagni, in possesso della mappa del tesoro e gli propone un accordo: lui lo salverà dagli uomini dell'equipaggio e Jim lo salverà dalla forca.

### Quinta puntata
Il consiglio dei compagni di Silver decide di consegnargli la macchia nera, con un messaggio scritto da George, il più determinato del gruppo, con il quale Silver viene degradato secondo le regole della pirateria, ma questi non si mostra turbato, anzi li ammonisce per avere utilizzato come carta una pagina della Bibbia di Dick, pretendendo di conoscere le ragioni della decisione e George risponde che il sospetto di un accordo con il dottore, insieme a quello di essere stati raggirati, si è lentamente consolidato ma Silver sostiene le proprie ragioni, ricordando di essere stato lui a proporre di attendere che il tesoro fosse stato trovato prima di agire, rivelando finalmente ai compagni di essere in possesso della mappa di Flint; i sei superstiti si mostrano inizialmente scettici ma, messa la questione ai voti, Silver, con i soli voti contrari di Dick e di George, viene rinominato capitano.
Livesey, come da accordi presi con Silver, si reca al fortino per visitare i feriti, notando che in alcuni di loro stanno cominciando ad insorgere i sintomi della malaria, e, dopo avere chiesto ed ottenuto il permesso di parlare a quattr'occhi con Jim, gli rivela che il suo allontanarsi dal fortino ha ottenuto il biasimo del gruppo ma, dopo avere saputo che è stato lui a nascondere la Hispaniola ai pirati, comprende lo scopo delle sue azioni e, prima di allontanarsi, suggerisce a Silver di non perdere tempo a cercare il tesoro, raccomandandosi di badare a Jim, ed assicurandogli che lo salverà dall'impiccagione; il dottore tuttavia è ignaro del fatto che Silver ha udito il luogo dove si trova arenata la nave. Nello stesso momento le condizioni di Smollet si aggravano e, durante il delirio a causa della febbre, richiama un processo al quale in passato è stato sottoposto ma Ben Gunn, nel frattempo sopraggiunto, suggerisce a Trelawney di fargli un cataplasma con delle erbe velenose per tentare di guarirlo.

Il gruppo dei superstiti a bordo della Hispaniola, dopo l'apertura del forziere contenente il tesoro

Il gruppo capitanato da Silver si mette finalmente alla ricerca del tesoro e, lungo il cammino, trova uno scheletro che funge da indicazione ed i marinai vi riconoscono uno degli uomini sbarcati con Flint, notando che tuttavia non vi sono nei paraggi oggetti a lui appartenuti, facendo insorgere in loro, ignari della presenza di Ben Gunn sull'isola, la paura che Flint possa essere ancora vivo, paura che cresce quando sentono intonare la canzone Quindici uomini sulla cassa del morto, ma George riconosce la voce di Ben Gunn e, nonostante gli uomini pensino che anch'egli sia morto, il suo spirito non li intimorisce e decidono di proseguire. Una volta giunti al luogo dove il tesoro dovrebbe essere stato seppellito gli uomini trovano una buca vuota e, incolpando Silver, cercano di aggredirlo ma questi uccide Bullet e George, mentre Dick viene ucciso da Gray, che seguiva il gruppo insieme a Livesey e Ben Gunn, e Silver, nonostante lo stupore nel vedere Ben Gunn ancora vivo, comprende la ragione per la quale il dottore gli ha consegnato la mappa e Livesey rivela che il tesoro si trova ora a bordo della Hispaniola, che, grazie alla marea, si è disincagliata, e dove già si trovano Smollet, riavutosi dopo la cura di Ben Gunn, e Trelawney.
Nuovamente riuniti a bordo della nave e riappacificatisi con Silver i superstiti possono finalmente aprire il forziere contenente il tesoro ed il capitano Smollet intende utilizzare la sua parte per acquistare lo Sparviero dei mari, il brigantino con il quale aveva navigato insieme al fedele Gray, attualmente in vendita a Glasgow. Una volta ripartita alla volta dell'Inghilterra la Hispaniola farà tappa in un porto dell'America spagnola per imbarcare alcuni marinai allo scopo di integrare l'equipaggio, e, nella circostanza, Silver farà perdere le sue tracce, dopo avere trafugato alcuni sacchetti di monete d'oro, e di lui non si saprà più nulla, mentre Smollet riprenderà il mare sul suo brigantino insieme a Gray, promosso primo ufficiale; Ben Gunn, dopo avere sperperato in breve tempo tutta la sua parte diventerà sacrestano, divertendo ed allietando i bambini del villaggio raccontando le sue storie, mentre Jim, tramutata la locanda in un albergo, tornerà a studiare, per scrivere un romanzo chiamato L'isola del tesoro.